# William Mutwol
William Mutwol, född den 10 oktober 1967 i Kapsowar, Kenya, är en kenyansk friidrottare inom hinderlöpning.
Han tog OS-brons på 3 000 meter hinder vid friidrottstävlingarna 1992 i Barcelona. 